# GRUR International
GRUR International (abgekürzt GRUR Int, ehemals Gewerblicher Rechtsschutz und Urheberrecht, Internationaler Teil) ist eine rechtswissenschaftliche Fachzeitschrift, die von der Deutschen Vereinigung für gewerblichen Rechtsschutz und Urheberrecht (GRUR e.v.) und dem Max-Planck-Institut für Innovation und Wettbewerb herausgegeben wird. Es wird gemeinsam von den Verlagen C. H. Beck und Oxford University Press verlegt. Es geht insbesondere um europäisches Recht in Bezug auf das sogenannte Geistige Eigentum, darunter Patent-, Urheber-, Marken-, Wettbewerbs- und Kartellrecht. Sie erscheint seit 1952.